# Isola Carpenter
L'isola Carpenter è un'isola completamente coperta dai ghiacci situata al largo della costa di Eights, nella Terra di Ellsworth, in Antartide. L'isola, che è lunga circa 9 km e raggiunge una larghezza massima di circa 3 km e che è completamente avvolta dai ghiacci della piattaforma glaciale Abbot, si trova nello stretto Peacock, circa 21 km a est dell'isola Sherman.

## Storia
Nel corso di una spedizione di ricerca della marina militare statunitense (USN) nel mare di Bellingshausen svolta nel febbraio 1960, l'isola Carpenter fu osservata e descritta come una prominenza ghiacciata dall'equipaggio della USS Glacier. In seguito l'isola fu meglio delineata da membri dello United States Geological Survey basandosi su fotografie aeree scattate tra il 1960 e il 1966 dalla USN, e fu così battezzata dal Comitato consultivo dei nomi antartici in onore di Donald L. Carpenter, radio scienziato di stanza alla Stazione Byrd nel periodo 1966-67.